# Bosszúállók (film, 2012)
A Bosszúállók (eredeti cím: Marvel’s The Avengers) 2012-ben bemutatott szuperhős-fantasy film. A történet alapja a Marvel Comics képregénykiadó által 1963-ban kitalált Bosszú Angyalai nevű szuperhőscsapat. Főszereplők Robert Downey Jr., Chris Evans, Mark Ruffalo, Chris Hemsworth, Scarlett Johansson, Jeremy Renner, Tom Hiddleston, Samuel L. Jackson. Magyarországon április 26-án került a mozikba. Promóciós anyagokon Marvel’s Bosszúállók, Marvel: Bosszúállók és Bosszúállók a Marveltől címen is feltűntek. A film szereplői és cselekménye a főszereplők korábbi önálló filmjein alapulnak, azoknak közvetlen folytatása.

## Cselekmény
Nick Fury (Samuel L. Jackson), a S.H.I.E.L.D. stratégiai honvédelmi iroda, elhárítói és logisztikai divízió igazgatója, megérkezik a szervezet egyik kutatóközpontjába, amit épp evakuálnak. A tesseractként ismert, kocka alakú energiaforrás, amivel kísérleteznek, aktiválódott és veszélyezteti a Földet. A tesseract hamarosan a világűrön keresztül megnyit egy átjárót egy idegen világba, ahonnan a Földre érkezik Loki (Tom Hiddleston), a skandináv mitológiából ismert száműzött, kaotikus istenség. Loki száműzetése alatt szövetkezett a chitauri [csituri] nevű földönkívüli fajjal, akik a tesseractért cserébe segítenek neki leigázni a Földet. A tesseract megszerzésén kívül személyes okok is vezérlik: a Föld leigázásával vagy elpusztításával testvérén, Thoron szeretne bosszút állni, akire féltékeny, és aki előzőleg legyőzte.
Loki az intézmény pincéjében nyíltan kimondja, hogy le akarja igázni a Földet („megszabadítja az emberiséget legnagyobb terhétől, a szabadságától”), ellopja a tesseractot, hipnotikus képességei és egy jogar segítségével a S.H.I.E.L.D. személyzetének néhány tagját maga mellé állítja, többek között Clint Barton ügynököt (beceneve Sólyomszem, alakítja Jeremy Renner) és Dr. Erik Selvig fizikust (Stellan Skarsgård) is, majd – miután Maria Hill (Cobie Smulders) S.H.I.E.L.D.-ügynök és maga Fury is hasztalanul üldözi minden elérhető autóval és helikopterrel – megszökik a laboratóriumból. Fury értesíti megmaradt ügynökeit, hogy a Földet megtámadták, és mostantól háborúban állnak Lokival.
A kémfőnök telefonon hívja Natasha Romanoff ügynököt (Scarlett Johansson), aki egy másik ügyet félbehagyva Indiába utazik, hogy megkeresse Dr. Bruce Bannert (Mark Ruffalo). Banner ugyanis azoknak a sugárzásoknak a világszerte legjobb szakértője, amilyeneket a tesseract is kibocsát, a segítségével talán bemérhetik a helyét. Erős stressz hatására azonban hatalmas, elpusztíthatatlan dühöngő szörnyeteggé, a Hulkká szokott változni, ami miatt megbízói nem bízhatnak benne és ő sem bennük; bizonytalan, vállalja-e egyáltalán. Ezért Fury jobbkeze, Phil Coulson ügynök (Clark Gregg) meglátogatja a zseniális Tony Starkot (Robert Downey Jr.), és megkéri, ő is nézze át Dr. Selvig kutatásait a tesseractról. Fury maga Steve Rogerst (Chris Evans) keresi fel, hogy megbízza a tárgy visszaszerzésével. Fury épp annyira nem bízik Starkban, mint Bannerben, mert Stark hajlamaiban cinikus, egoista, önző és irányíthatatlan, nem csapatjátékos, azonban a Föld végveszélyben van, így a kémfőnök nem válogathat az eszközökben.
Amerika Kapitány és Romanoff ügynök Németországba utaznak, hogy letartóztassák Lokit, aki Sólyomszem segítségével irídiumot lop a kocka stabilizálásához, elterelésként a félisten megjelenik Németországban, és nyilvánosan azt követeli az emberektől, hogy térdeljenek le előtte. Rövid harc után, amelyet Vasember váratlan érkezése eldönt a S.H.I.E.L.D. oldalára, a félisten megadja magát a hősöknek és a S.H.I.E.L.D. egyik gépén elindulnak vissza a légi főhadiszállásra. Útközben Thor (Chris Hemsworth), Loki mostohatestvére és a villámlás északi istene, megtámadja a repülőgépet, és elragadja fivérét, hogy négyszemközt szembesítse tetteivel, és jobb belátásra bírja. Ajánlatot tesz neki: ha visszaadja neki a kockát, és szakít a terveivel, szabadon hazatérhet Asgardra. Loki azonban hajthatatlan marad. A vitának Vasember érkezése vet véget, aki nekiugrik Thornak, mert elrabolta a foglyot. Az eldönthetetlennek látszó verekedésnek, ahol az isteni erő és az emberi csúcstechnológia csap össze, Amerika Kapitány vet véget. Thor, mivel nem sikerült meggyőznie Lokit, tanácsadóként csatlakozik Fury csapatához, mivel ő ismeri legjobban öccse észjárását. Loki végül a S.H.I.E.L.D. légibázisára, a Helicarrierre kerül. Az istent egy olyan cellába zárják, amit eredetileg a Hulknak építettek. Thor tájékoztatja Furyt Loki terveiről (amennyit ismer belőlük), és a chitauri sereg várható érkezéséről.
Hamar kiderül, hogy a Bosszúállók nem igazi csapat, állandóak a konfliktusok. A fegyelmezett katona Rogers képtelen kijönni az individualista Starkkal, aki látszólag nem veszi komolyan a helyzetet: veszélyes tréfákat űz Banner rendellenességéből, gúnyos vicceket ereget Thor felé. Banner és Stark között, már csak azért is, mivel mindketten tudósok, lassan valamiféle barátság vagy bizalom szövődik, Banner viszont titokban attól retteg, hogy a Fekete Özvegy csak azért csalta a hajóra, hogy Fury végül ketrecbe zárhassa. Natasha elmegy eközben Loki fogvatartó ketrecéhez, ahol csellel kiszedi belőle, hogy mi a terve. Ha Hulkot rászabadítja az ügynökökre, ő feltűnés nélkül távozhat. A szuperhősök azon vitatkoznak a bázison, hogyan állítsák meg Lokit, miközben Tony Stark ösztönzésére Rogersnek sikerül bebizonyítania, hogy a S.H.I.E.L.D. a Tesseract erejéből fegyvereket készítene. Fury beismeri, hogy az elmúlt év eseményei miatt valóban így döntöttek, mivel olyan földönkívüli civilizációra bukkantak, ami veszélyt jelenthet a Földre, és nincs ellene hatásos védekezés. Állítása szerint a kifejlesztett arzenált elsősorban elrettentésre használnák. Thor és Stark azzal vádolják Furyt, hogy közvetve éppen a fegyverkezési tervek hozták a nyakukra Lokit azzal, hogy aktiválták a tesseractot (amire, lévén igen komoly energiaforrás, az Univerzum sok világa igényt tarthat).
Az újabb vita majdnem tettleges konfliktussá fajul Stark és Rogers között, és Banner is kis híján át nem változik, amikor „Sólyomszem” Barton, a Loki irányítása alatt álló ügynök, csapatával megtámadja a légibázist és az egyik hajtóművét tönkreteszik. Amíg a Vasember és Amerika Kapitány, nézeteltéréseiket félretéve, a motor újraindításán fáradozik, Dr. Banner az egyik robbanásban könnyebben megsérül, de ez is elég ahhoz, hogy Hulkká változzon (hangja Lou Ferrigno) és a Fekete Özvegyet üldözve (őt okolja a veszély miatt, mivel Romanoff hívta őt a hajóra) lerombolja a Helicarrier belsejének egy részét, miközben Thor hasztalanul megpróbálja megállítani. Végül egy vadászpilóta sikeresen eltávolítja a szörnyeteget a hajóról, Banner lezuhan a több kilométeres magasságból, de épségben marad.
Romanoff megtalálja a Loki kiszabadításán ügyködő Sólyomszemet, és rájön, hogy ha az eszméletét veszti, visszanyeri öntudatát. Loki a nagy zűrzavarban, illúziókeltő képességeivel (nem ott van, ahol látszik) Thort becsapva megszökik, sőt, bezárja Thort a cellába, és kidobja azt a hajóból. Thornak sikerül kiszabadulnia, mielőtt az üvegkalitka a földhöz csapódva megsemmisül. Coulson ügynök megpróbálja Loki útját állni az egyik szuperfegyverrel, de Loki őt is ugyanúgy átejti, hátba szúrja őt a jogarával, amibe Coulson belehal.
A Bosszúállók Loki terveinek megfelelően vereséget szenvedtek, és szétszéledtek. Thort halottnak hiszik, Hulk nyilván örül, hogy megszökött Furytól (csak Stark bízik benne, hogy visszajön), Stark kis híján meghalt a hajtómű javítása közben, a páncélja tönkrement, Fekete Özvegy pedig a lábadozó Bartont ápolja, akit gyötör a lelkiismeret-furdalás, mivel Loki arra kényszerítette, hogy neki dolgozzon. Fury mégsem adja fel, úgy érzi, van néhány kártya a kezében; és a mindenki által kedvelt Coulson ügynök halálát felhasználva megpróbálja rábírni a megmaradt hősöket, hogy dolgozzanak megint (illetve: végre) együtt, mert ahogy a film elején bebizonyosodott Coulson óriási Amerika Kapitány rajongó volt, Steve mégse írta alá a Kapitányos kártyáit. Mégsem ez adja a végső ösztönzést a csapatnak, hanem az, hogy Stark és Rogers rájönnek Loki következő tervezett lépésére: az egyetlen olyan energiaforrás, ami valószínűleg stabilan működtetheti a tesseractot, a Stark új palotáját, a manhattani Stark Tornyot működtető öntápláló ARC-reaktor.
Stark, Rogers, Barton és Romanoff azonnal elindulnak egy repülőn Manhattanba. Mire odaérnek, a Loki irányította Dr. Selvignek sikerül a tesseract erejével egy kaput nyitnia a város és az űr között, amin keresztül a chitaurik hadserege megérkezik a Földre. A Bosszúállók felveszik a harcot, de hamar egyértelművé válik, hogy a kapun keresztül olyan sokan jönnek, hogy a túlerőt képtelenek lesznek legyőzni. Hamarosan azonban meglepetésszerű erősítés érkezik Banner és Thor személyében.
Banner azonnal átváltozik Hulkká, hogy kitölthesse dühét az idegen betolakodókon de itt már tudja uralni az erejét, Thor pedig újra sikertelenül próbálja elfogni Lokit. Bár ezúttal legyőzi, öccse a jogarát elejtve a serege közé menekül. Ezután Thor egy rövid haditanács után, ahol Rogers kiosztja a feladatokat, a kapuhoz megy, hogy megpróbálja lelassítani az inváziót, és bár alaposan meg is tizedeli az özönlő sereget, még mindig túl sokan maradnak. Rogers és Sólyomszem a civileken is segíteni próbálnak, amíg Vasember és Dr. Banner Hulkként a földönkívüliek hatalmas űrhajóival veszi fel a harcot. Romanoffnak végül sikerül eljutni a kapuhoz, ahol Dr. Selvig, visszanyerve öntudatát, tudatja vele, hogy Loki jogara segítségével becsukható az átjáró és ezt az átjárót akkor készítette amíg még Loki "katonája" volt, szóval talán még akkor is tudta mit csinál. Közben Sólyomszem bosszút áll Lokin, és egy robbanó nyíllal eltalálja. A nyilat az isten ugyan elkapja röptében, de a robbanás megsemmisíti a járművet, amin vezeti a sereget. A Földre hullott félistent Hulknak végre sikerül elkapnia és alaposan helybenhagynia, Loki harcképtelenné válik.
Amíg New Yorkban folyik a küzdelem, Fury felettesei Manhattan nukleáris felrobbantásával akarnak véget vetni az inváziónak. Fury ezt visszautasítja, de egy katonát megbíznak mondván Nick Furyt már eltávolították, küldje el az atombombát. Vasembernek, bizonyítva, hogy mégis igazi csapatjátékos, sikerül a töltetet a kapun átjuttatva a chitaurik felé löknie, ahol az felrobban, elpusztítva a megszállást irányító űrhajókat. A kapu becsukódik, az oxigénhiánytól eszméletlenné váló Stark az utolsó pillanatban még át tud lépni rajta, de zuhanni kezd. Hulk azonban röptében elkapja és megmenti. A Földön ragadt lények, akik életképtelenek az irányító hajóik nélkül, megsemmisülnek. Thor a tesseracttal együtt visszakíséri Lokit Asgardra, ahol felelősségre vonják, a többi Bosszúálló pedig szétszéled. Fury szerint a hősök újra összeállnak, ha és amikor a világnak szüksége lesz rájuk.
A stáblista közepénél látható jelenetben a chitaurik vezetője azt mondja mesterének, Thanosnak hogy a Föld elleni támadás csak halált hozhat. Thanos felé fordul és elmosolyodik. A stáblista utáni jelenetben a Bosszúállók egy félig lerombolt gyorsbüfébe ülnek be shawarma-t (a magyar szinkronban gyros-t) enni, ahogy azt Tony javasolta a chitaurikkal folytatott harc végén.

## Szereplők
| Színész               | Szerep                           | Magyar hang      | Leírás |
| --------------------- | -------------------------------- | ---------------- | --- |
| Robert Downey Jr.     | Tony Stark / Vasember            | Fekete Ernő      | Önjelölt zseni, milliárdos, playboy és filantróp, aki saját találmányú elektromechanikus páncéllal rendelkezik.                                    |
| Chris Evans           | Steve Rogers / Amerika Kapitány  | Zámbori Soma     | Második világháborús veterán, aki egy kísérleti szérummal szuper erőssé vált, majd belefagyott a jégbe, mielőtt a modern világban felébredt volna. |
| Mark Ruffalo          | Dr. Bruce Banner / Hulk          | Rajkai Zoltán    | Zseniális tudós, aki a gamma-sugárzásnak való kitettség miatt zöld színű szörnyeteggé változik, amikor feldühödik vagy izgatottá válik.            |
| Chris Hemsworth       | Thor                             | Nagy Ervin       | Asgard koronahercege, az azonos nevű skandináv mitológiai isten alapján.                                                                           |
| Scarlett Johansson    | Natasha Romanoff / Fekete Özvegy | Csondor Kata     | Magasan képzett bérgyilkos és kém, aki a S.H.I.E.L.D.-nek dolgozik.                                                                                |
| Jeremy Renner         | Clint Barton / Sólyomszem        | Stohl András     | Mester íjász, aki a S.H.I.E.L.D. ügynökeként dolgozik.                                                                                             |
| Tom Hiddleston        | Loki                             | Csőre Gábor      | Thor fogadott testvére és nemezise, az azonos nevű északi mitológiai isten alapján.                                                                |
| Clark Gregg           | Phil Coulson                     | Dolmány Attila   | A S.H.I.E.L.D. ügynöke, aki a részleg számos terepmunkáját felügyeli.                                                                              |
| Cobie Smulders        | Maria Hill                       | Szinetár Dóra    | A S.H.I.E.L.D. magas rangú ügynöke, aki szorosan együttműködik Nick Furyval.                                                                       |
| Stellan Skarsgård     | Dr. Erik Selvig                  | Máté Gábor       | Asztrofizikus és Thor barátja, aki Loki irányítása alatt áll és a Tesseract erejét tanulmányozza.                                                  |
| Samuel L. Jackson     | Nick Fury                        | Vass Gábor       | A S.H.I.E.L.D. igazgatója. |
| Gwyneth Paltrow       | Pepper Potts                     | Major Melinda    | Stark legközelebbi barátja, bimbózó szerelme és üzleti partnere; Pepper a Stark Industries vezérigazgatója.                                        |
| Maximiliano Hernández | Jasper Sitwell                   | Maday Gábor      | S.H.I.E.L.D. ügynök |
| Paul Bettany          | JARVIS (hang)                    | Kárpáti Levente  | Stark személyi mesterséges intelligenciája, aki segítségére van a Vasember-öltözet megépítésében és programozásában.                               |
| Alexis Denisof        | A Másik                          | Epres Attila     | A Chitauri nevű idegen faj vezetője. Thanos szolgája, és telepatikus erőket használ.                                                               |
| Damion Poitier        | Thanos                           | Nem szólal meg   | Gonosz, aki el akarja tüntetni a fél univerzumot.                                                                                                  |
| Powers Boothe         | Gideon Malick                    | Barbinek Péter   | A Biztonsági Világtanács tagjai. |
| Jenny Agutter         | Hawley                           | Szórádi Erika    | A Biztonsági Világtanács tagjai. |
| Stan Lee              | önmaga                           | Kajtár Róbert    | Idős férfi a hírekben. |
| Harry Dean Stanton    | Biztonsági őr                    | Harsányi Gábor   | Biztonsági őr. |
| Jerzy Skolimowski     | Georgi Luchkov                   | Perlaki István   | Romanoff vallatója. |
| Warren Kole           | Technikus                        | Makranczi Zalán  | Aki Galaga játékon játszik. |
| Kenneth Tigar         | Idős német férfi                 | Cs. Németh Lajos | Idős német férfi, aki nem hajlandó letérdelni Loki előtt.                                                                                          |

## Előzmények
A film szereplői és cselekménye a főszereplők korábbi önálló filmjein alapulnak, azoknak közvetlen folytatása.
Az előzményfilmek:
- A hihetetlen Hulk (2008)
- Vasember (2008)
- Vasember 2. (2010)
- Thor (2011)
- Amerika Kapitány: Az első bosszúálló (2011)

## Bevételi adatok
A Bosszúállók költségvetése 220 000 000 dollár volt. A filmet 2012. május 4-én kezdték el vetíteni az amerikai mozikban, és már a nyitóhétvégén (2012. május 4–6.) majdnem visszatermelte a költségeket. Ezalatt az idő alatt 207 438 708 dollár bevételt termelt a film. 2012. október 4-én adták utoljára a mozik, a 22 hét alatt az összbevétele 623 357 910 dollár volt. Ezzel a Bosszúállók minden idők ötödik legtöbb bevételt elért filmje lett az Egyesült Államokban.
A világ többi országában is jól termelt a film, összesen 895 455 078 dollár volt a bevétele. Tehát a film összbevétele 1 518 812 988 dollár volt. Ezzel a hatodik a világviszonylatban a legtöbb bevételt elért filmek listáján.

## Díjai, elismerései
- Szaturnusz-díj (2013) Legjobb rendező díj: Joss Whedon
- Szaturnusz-díj (2013) Legjobb vizuális effektek díj
- Szaturnusz-díj (2013) Legjobb Sci-Fi film díj
- MTV Movie Awards (2013) Az év filmje díj
- Oscar-díj (2013) Legjobb vizuális effektek jelölés
- BAFTA-díj (2013) Legjobb vizuális effektek jelölés
- Nickelodeon Kids’ Choice Awards (2013) Legjobb film jelölés
- Nickelodeon Kids’ Choice Awards (2013) Legjobb színésznő jelölés: Scarlett Johansson[8]

## Fordítás
Ez a szócikk részben vagy egészben  a   The Avengers (2012 film) című angol Wikipédia-szócikk fordításán alapul.  Az eredeti cikk szerkesztőit annak laptörténete sorolja fel. Ez a jelzés csupán a megfogalmazás eredetét és a szerzői jogokat jelzi, nem szolgál a cikkben szereplő információk forrásmegjelöléseként.